# Aho & Soldan
Aho & Soldan var en finländsk bildbyrå, som drevs av Heikki Aho och Björn Soldan.
Heikki Aho och Björn Soldan var halvbröder. De var söner till Juhani Aho och till respektive systrarna Venny Soldan-Brofeldt och Tilly Soldan. De grundade tillsammans med G.W. Roering firman Aho & Soldan & Co i Helsingfors 1924, 1932 namnändrad till Aho & Soldan, vilken var verksam till 1961. Bröderna Aho och Soldan hade en utställning i maj 1930 på Salong Strindberg i Helsingfors, tillsammans med Hanns Brückner, Heinrich Iffland och Vilho Setälä, som väckte stor uppmärksamhet och sågs som en milstolpe i finländsk fotografi.
Aho & Soldan introducerade i Finland tekniska filmrön från Tyskland, som snabbexponerad pankromatisk film från Zeiss och Wilhelm Ostwalds färgteori.
Företaget producerade fler än 400 dokumentärfilmer och nådde stor framgång både filmiskt och kommersiellt. Heikki Ahos dotter Claire Aho arbetade som fotograf på Aho & Soldan 1948-61, Eino Mäkinen som dokumentärfilmare 1932-35. Nyrki Tapiovaara gjorde med Björn Soldan som fotograf företagets enda spellångfilm Juha, baserad på en roman av Juhani Aho och med premiär 1937.

## Aho & Soldan Lifetime Achievement Award
Aho & Soldan Lifetime Achievement Award delas sedan 2002 ut till en finländsk dokumentärfilmare i samband med DocPoint-festivalen i Helsingfors.

### Pristagare
- 2002 Markku Lehmuskallio
- 2003 Lasse Naukkarinen
- 2004 Pirjo Honkasalo
- 2005 Peter von Bagh
- 2010 Kiti Luostarinen
- 2011 Pekka Lehto
- 2014 Kanerva Cederström